# Csesme Mahale
Csesme Mahale (macedónul: Чешме Маале) település Észak-Macedóniában, a Délkeleti körzetben, a Radovisi járásban.

## Népesség
| Lakosok száma | 183  | 195  | 54   |      |
|               | 1948 | 1953 | 1961 | 1971 |

- 2002-ben lakatlan település, korábban törökök lakták.